# История астрономии
Астрономия — наука о движении и свойствах небесных тел — является одной из древнейших естественных наук.
На ранних этапах своего развития составляла единое целое с астрологией; окончательное разделение научной астрономии и астрологии произошло в Европе эпохи Возрождения.
Другие теории, исследующие внеземные объекты (астрофизика, космология и др.) также ранее рассматривались как часть астрономии, но в XX веке они выделились как отдельные науки.

## Древний период
Астрономическая деятельность прослеживается в источниках по крайней мере с VI—IV тысячелетий до н. э., а наиболее ранние упоминания названий светил встречаются в «Текстах пирамид», датируемых XXV—XXIII в. до н. э., — религиозном памятнике. Отдельные особенности мегалитических сооружений и даже наскальных рисунков первобытных людей истолковываются как астрономические. В фольклоре также множество подобных мотивов.
Периодические изменения на небе известны с древнейших времён:
- Смена дня и ночи.
- Смена фаз Луны.
- Смена времён года.

В соответствии с этими устойчивыми циклами появились единицы измерения времени: сутки, месяц, год. Хотя взаимное расположение звёзд выглядит неизменным, было замечено, что несколько светил (планеты) являются исключением из этого правила. Наблюдая изменения на небесной сфере, люди заметили их связь со сменой сезонов на Земле. Это натолкнуло на мысль, что небесные движения связаны и с другими земными явлениями — влияют на земную историю или предсказывают важнейшие события — рождение царей, войны, голод, эпидемии и др. Доверие к астрологическим фантазиям значительно содействовало развитию научной астрономии, поскольку иначе обосновать властям практическую пользу от наблюдений за небом было бы нелегко. По этим причинам особое внимание древние астрономы уделяли таким редким и непериодическим явлениям, как затмения, появление комет, падение метеоритов и т. п.
Исследования небесных тел в храмах-обсерваториях в Древнем Мире проводились невооружённым глазом.
Главными инструментами древних обсерваторий были: гномон (шест для измерения полуденной высоты Солнца по длине тени), солнечные часы и клепсидры для измерения времени; без помощи инструментов наблюдали Луну и её фазы, планеты, моменты восхода и заката светил, прохождения их через меридиан, солнечные и лунные затмения. Позже появились угломерные инструменты различных систем.

### Шумер и Вавилон
Шумеро-аккадское государство Вавилон существовало со II тыс. до н. э. по VI век до н. э. (в последние десятилетия им правили халдеи, а в VI веке до н. э. страной завладела Персия).
Жрецы-вавилоняне оставили множество астрономических таблиц. Они же выделили основные созвездия и зодиак, ввели деление полного угла на 360°, развили тригонометрию.
Во II тыс. до н. э. у шумеров появился лунный календарь, усовершенствованный в I тыс. до н. э. Год состоял из 12 синодических месяцев — шесть по 29 дней и шесть по 30 дней, всего 354 дня. Сначала для согласования с солнечным годом (продолжительность которого они определили в {\displaystyle 365{\frac {1}{4}}} дней) делали вставку 13-го месяца, но потом перестали это делать.
Обработав свои таблицы наблюдений, жрецы открыли многие законы движения планет, Луны и Солнца, могли предсказывать затмения. В 450 году до н. э. вавилоняне уже знали «метонов цикл» (235 месяцев с большой точностью совпадают с 19 солнечными годами). Впрочем, китайцы открыли его ещё раньше.
Вероятно, именно в Вавилоне появилась семидневная неделя (каждый день был посвящён одному из 7 светил).

### Древний Египет
Разливы Нила происходят в начале лета, и как раз на это время приходится первый восход ярчайшей звезды неба — Сириуса, по-египетски называемого «Сотис». До этого момента Сириус не виден. Наверное, поэтому «сотический» календарь употреблялся в Египте наряду с гражданским. Сотический год — это период между двумя гелиакическими восходами Сириуса, то есть он совпадал с сидерическим годом, а гражданский год состоял из 12 месяцев по 30 дней плюс пять дополнительных суток, всего 365 дней.
Недель сначала не было, месяц делился на 3 декады. Употреблялся в Египте и лунный календарь с метоновым циклом, согласованный с гражданским. Позже под влиянием Вавилона появилась семидневная неделя. Сутки делились на 24 часа, которые сначала были неравными (отдельно для светлого и тёмного времени суток), но в конце IV века до н. э. приобрели современный вид. В Египте, в отличие от Вавилона, использовалась десятичная система, но в сутках, кроме 10 светлых часов, они выделяли ещё по часу на переходные периоды, поэтому и получилось 12 часов; то же для тёмного времени суток.
Степень развития египетской математики и астрономии неясна. Документов на эту тему почти нет, но эллины высоко ценили египетских астрономов и учились у них.
Астрология появилась не в Египте (по общему мнению историков, в Месопотамии), но гадание по Луне и планетам использовалось там весьма широко.
Египетская система мира, по описанию Гераклида Понтийского (IV век до н. э.), была геоцентрической, но Меркурий и Венера обращаются вокруг Солнца (хотя вместе с ним — и вокруг Земли). Верхние планеты (которые можно наблюдать в противостоянии Солнцу) считались в Древнем Египте воплощениями бога Хора, нижние же планеты египтяне принимали за одну, не делая между ними различий. Египтяне делили небо на созвездия. Свидетельством этого могут служить упоминания в текстах, а также рисунки на потолках храмов и гробниц. Всего созвездий в Древнем Египте было известно 45. К примеру, упоминается созвездие Мес (видимо, Большая Медведица); созвездие АН в виде фигуры с головой сокола, пронзающей копьём созвездие Мес.

### Древняя Греция
Эллины, судя по всему, ещё в гомеровские времена интересовались астрономией, их карта неба и многие названия остались в современной науке. Первоначально знания были неглубоки — например, утренняя и вечерняя Венера считались разными светилами (Фосфор и Геспер); уже шумеры знали, что это одно и то же светило. Исправление ошибки «раздвоения Венеры» приписывают Пифагору и Пармениду.
Полюс мира в это время уже ушёл от Альфы Дракона, но ещё не придвинулся к Полярной; может быть, поэтому в Одиссее ни разу не упоминается направление на север.
Пифагорейцы предложили пироцентрическую модель Вселенной, в которой звёзды, Солнце, Луна и шесть планет обращаются вокруг Центрального Огня (Гестии). Чтобы всего получилось священное число — десять — сфер, шестой планетой объявили Противоземлю (Антихтон). Как Солнце, так и Луна, по этой теории, светили отражённым светом Гестии. Это была первая математическая система мира — у остальных древних космогонистов работало скорее воображение, чем логика.
Расстояния между сферами светил у пифагорейцев соответствовали музыкальным интервалам в гамме; при вращении их звучит «музыка сфер», неслышимая нами. Пифагорейцы считали Землю шарообразной и вращающейся, отчего и происходит смена дня и ночи. Впрочем, отдельные пифагорейцы (Аристарх Самосский и др.) придерживались гелиоцентрической системы. У пифагорейцев возникло впервые и понятие эфира, но чаще всего этим словом обозначался воздух. Только Платон обособил эфир как отдельную стихию.
Платон, ученик Сократа, уже не сомневался в шарообразности Земли (даже Демокрит считал её диском). По Платону, Космос не вечен, так как всё, что ощущается, есть вещь, а вещи старятся и умирают. Более того, само Время родилось вместе с Космосом. Далеко идущие последствия имел призыв Платона к астрономам разложить неравномерные движения светил на «совершённые» движения по окружностям.
На этот призыв откликнулся Евдокс Книдский, учитель Архимеда и сам ученик египетских жрецов. В своих (не сохранившихся) сочинениях он изложил кинематическую схему движения планет с несколькими наложенными круговыми движениями, всего по 27 сферам. Правда, согласие с наблюдениями для Марса было плохим. Дело в том, что орбита Марса заметно отличается от круговой, так что траектория и скорость движения планеты по небу меняются в широких пределах. Евдокс также составил звёздный каталог.
Аристотель, автор «Физики», тоже был учеником Платона. В его сочинениях было немало рациональных мыслей; он убедительно доказал, что Земля — шар, опираясь на форму тени Земли при лунных затмениях, оценил окружность Земли в 400 000 стадиев, или около 70 000 км — завышено почти вдвое, но для того времени точность неплохая. Но встречаются и множество ошибочных утверждений: разделение земных и небесных законов мира, отрицание пустоты и атомизма, четыре стихии как первоосновы материи плюс небесный эфир, противоречивая механика: «стрелу в полёте подталкивает воздух» — даже в Средневековье это нелепое положение высмеивалось (Филопон, Буридан). Метеоры он считал атмосферными явлениями, родственными молнии.
Концепции Аристотеля часть философов канонизировала ещё при его жизни, и в дальнейшем многие противоречащие им здравые идеи встречались враждебно — например, гелиоцентризм Аристарха Самосского. Аристарх впервые пытался также измерить расстояние до Солнца и Луны и их диаметры; для Солнца он ошибся на порядок (получилось, что диаметр Солнца в 250 раз больше земного), но до Аристарха все полагали, что Солнце меньше Земли. Именно поэтому он и решил, что в центре мира находится Солнце. Более точные измерения углового диаметра Солнца выполнил Архимед, в его пересказе нам и известны взгляды Аристарха, сочинения которого утрачены.
Эратосфен в 240 г. до н. э. довольно точно измерил длину земной окружности и наклон эклиптики к экватору (т.е наклон земной оси); он также предложил систему високосов, позже названную юлианским календарём.
С III века до н. э. греческая наука усвоила достижения вавилонян, в том числе — в астрономии и математике. Но греки пошли значительно дальше. Около 230 года до н. э. Аполлоний Пергский разработал новый метод представления неравномерного периодического движения через базовую окружность — деферент — и кружащуюся вокруг деферента вторичную окружность — эпицикл; само светило движется по эпициклу. В астрономию этот метод ввёл выдающийся астроном Гиппарх, работавший на Родосе.
Гиппарх открыл отличие тропического и сидерического годов, уточнил длину года (365,25 — 1/300 дней). Методика Аполлония позволила ему построить математическую теорию движения Солнца и Луны. Гиппарх ввёл понятия эксцентриситета орбиты, апогея и перигея, уточнил длительность синодического и сидерического лунных месяцев (с точностью до секунды), средние периоды обращения планет. По таблицам Гиппарха можно было предсказывать солнечные и лунные затмения с неслыханной для того времени точностью — до 1-2 часов. Кстати, именно он ввёл географические координаты — широту и долготу. Но главным результатом Гиппарха стало открытие смещения небесных координат — «предварения равноденствий». Изучив данные наблюдений за 169 лет, он нашёл, что положение Солнца в момент равноденствия сместилось на 2°, или на 47" в год (на самом деле — на 50,3").
В 134 году до н. э. в созвездии Скорпиона появилась новая яркая звезда. Чтобы облегчить слежение за изменениями на небе, Гиппарх составил каталог для 850 звёзд, разбив их на 6 классов по яркости.
45 год до н. э.: введён юлианский календарь, разработанный александрийским астрономом Созигеном по образцу египетского гражданского.
Систему Гиппарха завершил великий александрийский астроном, математик, оптик и географ Клавдий Птолемей. Он значительно усовершенствовал сферическую тригонометрию, составил таблицу синусов (через 0,5°). Но главное его достижение — «Мегале синтаксис» (Большое построение); арабы превратили это название в «Аль Маджисти», отсюда позднейшее «Альмагест». Труд содержит фундаментальное изложение геоцентрической системы мира.
Будучи принципиально неверной, система Птолемея, тем не менее, позволяла с достаточной для того времени точностью предвычислять положения планет на небе и потому удовлетворяла, до известной степени, практическим запросам в течение многих веков.
Системой мира Птолемея завершается этап развития древнегреческой астрономии.
Распространение христианства и развитие феодализма в Средние века привели к потере интереса к естественным наукам, и развитие астрономии в Европе затормозилось на многие столетия.

### Древний Рим
Летоисчисление Рима велось от легендарного основания Рима — с 21 апреля 753 года до н. э.

### Древний Китай
Из стран Восточной Азии наибольшее развитие древняя астрономия получила в Китае. Уже во время легендарной династии Ся (конец III — начало II тыс. до н. э.) в Китае были две должности придворных астрономов. По легенде, в 2137 г. до н. э. были казнены астрономы Хо и Хи, не сумевшие предсказать затмение. Много астрономических сведений содержится в памятнике китайской литературы «Ши цзин» («Книга песен») (~VI век до н. э.). Примерно в это же время китайцы уточнили продолжительность солнечного года (365,25 дней). Соответственно небесный круг делили на 365,25 градусов или на 28 созвездий (по движению Луны).
Обсерватории появились в XII веке до н. э.. Но гораздо раньше китайские астрологи прилежно регистрировали все необычные события на небе (затмения, кометы — «звёзды-мётлы», метеорные потоки, новые звёзды). Первая запись о появлении кометы относится к 631 г. до н. э., о лунном затмении — к 1137 г. до н. э., о солнечном — к 1328 году до н. э., первый метеорный поток описан в 687 г. до н. э.. Самое раннее однозначно идентифицируемое сообщение о комете Галлея датируется 240 г. до н. э. Возможно, что наблюдавшаяся комета 466 г. до н. э. также являются появлением кометы Галлея. Начиная с 87 г. до н. э. отмечены все последующие появления. В 301 г. впервые замечены пятна на Солнце; позже они регистрировались неоднократно.
Из других достижений китайской астрономии отметим правильное объяснение причины солнечных и лунных затмений, открытие неравномерности движения Луны, измерение сидерического периода сначала для Юпитера (12 лет, точное значение: 11.86), а с III века до н. э. — и для всех прочих планет, как сидерические, так и синодические, с хорошей точностью.
Календарей в Китае было множество. К VI веку до н. э. был открыт метонов цикл и утвердился лунно-солнечный календарь. Начало года — день зимнего солнцестояния, начало месяца — новолуние. Сутки делились на 12 часов (названия которых использовались и как названия месяцев) или на 100 частей.
Календарные реформы в Китае проводились постоянно. Годы объединялись в 60-летний цикл: каждый год посвящался одному из 12 животных (Зодиака) и одной из 5 стихий: вода, огонь, металл, дерево, земля. Каждой стихии соответствовала одна из планет; имелась и шестая — первичная — стихия «ци» (эфир). Позже ци делили на несколько видов: инь-ци и ян-ци, и другие, согласовывая с учением Лао Цзы (VI век до н. э.).

### Индия
У индийцев заметных успехов в астрономии — в отличие от математики — не было; позже они охотно переводили и комментировали греческие сочинения. Наиболее ранние сведения о знаниях индийцев в области естественных наук относятся к эпохе Индской цивилизации, датирующейся III тысячелетием до н. э. В ведийскую эпоху в Индии, Вселенная считалась разделённой на три различные части: небо, небесный свод и Землю, о чём свидетельствует ведийская литература тех времён. Учёные Индии, в отличие от вавилонских и древнекитайских, практически не интересовались изучением звёзд и не составляли звёздных каталогов.
В V веке н. э. астроном и математик Ариабхата высказал догадку, что планеты вращаются вокруг своей оси. Он также правильно объяснил причины солнечных и лунных затмений и предсказал несколько предстоящих затмений. Его взгляды вызвали негодование правоверных индуистов, к которым присоединился даже Брахмагупта:
 Последователи Ариабхаты говорят, что Земля движется, а небо покоится. Но в их опровержение было сказано, что если бы это было так, то камни и деревья упали бы с Земли…

 Среди людей есть такие, которые думают, что затмения вызываются не Головой [дракона Раху]. Это абсурдное мнение, ибо это она вызывает затмения, и большинство жителей мира говорят, что именно она вызывает их. В Ведах, которые есть Слово Божие, из уст Брахмы говорится, что Голова вызывает затмения. Напротив того, Ариабхата, идя наперекор всем, из вражды к упомянутым священным словам утверждает, что затмение вызывается не Головой, а только Луной и тенью Земли… Эти авторы должны подчиниться большинству, ибо всё, что есть в Ведах — священно.
Хотя после мусульманского завоевания (XI век) наука в Индии пришла в упадок, некоторые крупные научные достижения принадлежат в XII веке Бхаскара II.

### Империя инков
Инкская астрономия непосредственно связана с космологией и мифологией,
поскольку каждая вака (священное место на земле) отражала
некое небесное тело или явление. Это нашло отражение во многих
легендах, где при сотворении мира небесные объекты сошли под землю, а
потом вновь вышли из скал, пещер, родников, то есть из каждой
уаки.
Из них же вышли сами народы, по представлениям инков.
Первостепенным
небесным объектом считался Млечный Путь («Майю» — Река), на
котором или вблизи которого расположены все более мелкие значимые
объекты. Положения Майю в периоды, когда в результате вращения
земли ось Млечного Пути максимально отклоняется в ту и в другую сторону
от линии Север—Юг, отмечают границы, членящие мир на четыре
сектора. На земле
примерно под тем же углом пересекаются две центральные улицы селения (и
продолжающие их дороги) и оросительные каналы.
Инки знали различие между звёздами (кечуа Quyllur) и планетами
(кечуа Hatun quyllur). Точно известно, что они наблюдали Венеру
(Ч’аска), Юпитер (Пирва) и Сатурн (Хауча), о наблюдении ими Меркурия и Марса достоверных
сведений нет. Инкские названия планет дают основания полагать, что
астрономам инков были известны Галилеевы спутники Юпитера и
обусловленная атмосферой нечёткость краёв диска Венеры.
Измерения велись по размещённым на холмах и пригорках возле Куско столбам или
камням: два на Восток от города, и два — на Запад. Через них выходило и
садилось солнце, когда оно достигало Тропика Рака и
Козерога. Два камня, по которым определялось начало
зимы, назывались Пукуй-Суканка; два других, обозначавших начало
лета, назывались Чирав(?)-Суканка.
У Хосе де Акосты упоминается о 12 столбах. Он их
называет Succanga.
Антонио де ла Каланча приводит сведения о 8
столбах с восточной стороны и 8 столбах с западной.
Похоже, что уже в середине XVI века, после завоевания испанцами, эти столбы в Куско были заброшены и наблюдение за ними прекратилось или ослабевало.

### Центральная Америка
Цивилизация майя (II—X век н. э.) придавала астрономическим знаниям очень большое значение, что доказывают многочисленные археологические раскопки на местах городов этой цивилизации. Древние астрономы майя умели предсказывать затмения, и очень тщательно
наблюдали за различными, наиболее хорошо видимыми астрономическими объектами, такими как Плеяды, Меркурий, Венера, Марс и Юпитер. Остатки городов и храмов-обсерваторий выглядят впечатляюще. К сожалению, сохранились только 4 рукописи разного возраста и тексты на стелах.
Майя проводили астрономические исследования вообще без каких бы то ни было приборов, стоя на вершинах пирамид-«обсерваторий». Единственный инструмент, который они использовали, это скрещённые палки для фиксации точки наблюдения. Жрецы, которые изучают звёзды, изображены вместе с приборами в рукописях Наттол, Сельдена и Ботли.
Майя с большой точностью определили синодические периоды всех 5 планет (особо почиталась Венера), придумали очень точный календарь. Месяц майя
содержал 20 дней, а неделя — 13. Начало календарной эры отнесено к 1738 году до н. э., хотя хронология своего народа велась с 3113 г. до н. э.

### Другие страны
В Европе друиды кельтских племён определённо обладали какими-то астрономическими знаниями; есть основания предполагать, что Стоунхендж был не только местом ритуалов, но и обсерваторией. Построен он был около 1900—1600 гг. до н. э.

## Средневековье

### Страны ислама
Следующий период развития астрономии связан с деятельностью учёных стран ислама — ал-Баттани, ал-Бируни, Абу-л-Хасана ибн Юниса, Насир ад-Дина ат-Туси, Улугбека,
Аль-Фергани и многих других.

### Европа
В эпоху Средневековья европейские астрономы занимались преимущественно наблюдениями видимых движений планет, согласовывая их с принятой геоцентрической системой Птолемея.
Интересные космологические идеи можно найти в сочинениях Оригена из Александрии, видного апологета раннего христианства, ученика Филона Александрийского. Ориген призывал воспринимать Книгу Бытия не буквально, а как символический текст. Вселенная, по Оригену, содержит множество миров, в том числе обитаемых. Более того, он допускал существование множества Вселенных со своими звёздными сферами. Каждая Вселенная конечна во времени и в пространстве, но сам процесс их зарождения и гибели бесконечен:
Что касается меня, то скажу, что Бог приступил к своей деятельности не тогда, когда был создан наш видимый мир; и подобно тому, как после окончания существования последнего возникает другой мир, точно так же до начала Вселенной существовала другая Вселенная… Итак, следует полагать, что не только существуют одновременно многие миры, но и до начала нашей Вселенной существовали многие Вселенные, а по окончании её будут другие миры.
В XI—XII веках основные научные труды греков и их арабоязычных учеников были переведены на латынь. Основоположник схоластики Альберт Великий и его ученик Фома Аквинский в XIII веке препарировали учение Аристотеля, сделав его приемлемым для католической традиции. С этого момента система мира Аристотеля-Птолемея фактически сливается с католической догматикой. Экспериментальный поиск истины подменялся более привычной для теологии методикой — поиском подходящих цитат в канонизированных сочинениях и их пространным комментированием.
Возрождение научной астрономии в Европе началось на Пиренейском полуострове, на стыке арабского и христианского мира. Вначале определяющую роль играли проникавшие с арабского Востока трактаты — зиджи. Во второй половине XI века арабские астрономы, собравшиеся в Кордовском халифате под руководством аз-Заркали (Арзахеля) составили Толедские таблицы. Вспомогательные таблицы для расчёта затмений в Толедских таблицах почти полностью заимствованы из зиджей ал-Хорезми и ал-Баттани, развивавших теорию Птолемея и уточнявших её устаревшие к тому времени параметры на основе новых более точных измерений. В XII веке благодаря Герарду Кремонскому таблицы проникли в латинский мир и были адаптированы под христианский календарь (Тулузские таблицы). В 1252—1270 годах в уже христианском Толедо под патронажем короля Леона и Кастилии Альфонса X Мудрого еврейские астрономы Исаак Бен Сид и Иегуда бен Моше составили более точные Альфонсинские таблицы. Незадолго до 1321 года работа над совершенствованием этих таблиц продолжилась в Париже. Результат этой многовековой работы поколений астрономов разных стран и народов был напечатан в 1485 году как первое издание Альфонсинских таблиц.

## Становление теоретической астрономии: эпоха Возрождения и раннее Новое Время

### Раннее Возрождение
В XV веке немецкий философ, кардинал Николай Кузанский, заметно опередив своё время, высказал мнение, что Вселенная бесконечна, и у неё вообще нет центра — ни Земля, ни Солнце, ни что-либо иное не занимают особого положения. Все небесные тела состоят из той же материи, что и Земля, и, вполне возможно, обитаемы. За век до Галилея он утверждал: все светила, включая Землю, движутся в пространстве, и каждый находящийся на нём наблюдатель вправе считать неподвижным.
В XV веке большую роль в развитии наблюдательной астрономии сыграли труды Георга Пурбаха, а также его ученика и друга Иоганна Мюллера (Региомонтана). Кстати, они стали первыми в Европе учёными, не имевшими духовного сана. После серии наблюдений они убедились, что все имевшиеся астрономические таблицы, включая Альфонсинские, устарели: положение Марса давалось с ошибкой на 2°, а лунное затмение опоздало на целый час. Для повышения точности расчётов Региомонтан составил новую таблицу синусов (через 1') и таблицу тангенсов. Только что появившееся книгопечатание способствовало тому, что исправленный учебник Пурбаха и «Эфемериды» Региомонтана в течение десятилетий были основными астрономическими руководствами для европейцев. Таблицы Региомонтана были намного точнее прежних и исправно служили вплоть до Коперника. Их использовали Колумб и Америго Веспуччи. Позже таблицы некоторое время использовались даже для расчётов по гелиоцентрической модели.
Региомонтан также предложил метод определения долготы по разнице табличного и местного времени, соответствующего заданному положению Луны. Он констатировал расхождение юлианского календаря с солнечным годом почти на 10 дней, что заставило церковь задуматься о календарной реформе. Такая реформа обсуждалась на Латеранском соборе (Рим, 1512—1517) и была реализована в 1582 году.

### Коперниканская революция
К XVI веку стало ясно, что система Птолемея неадекватна и приводит к недопустимо большим расчётным ошибкам. Николай Коперник стал первым, кто предложил детально проработанную альтернативу, причём основанную на совершенно иной модели мира.
Главный труд Коперника — «О вращении небесных сфер» (лат. De Revolutionibus Orbium Coelestium) — был в основном завершён в 1530 году, но только перед смертью Коперник решился опубликовать его. Впрочем, в 1503—1512 годах Коперник распространял среди друзей рукописный конспект своей теории («Малый комментарий о гипотезах, относящихся к небесным движениям»), а его ученик Ретик опубликовал ясное изложение гелиоцентрической системы в 1539 году. По-видимому, слухи о новой теории широко разошлись уже в 1520-х годах.
По структуре главный труд Коперника почти повторяет «Альмагест» в несколько сокращённом виде (6 книг вместо 13). В первой книге также приведены аксиомы, но вместо положения о неподвижности Земли помещена иная аксиома — Земля и другие планеты вращаются вокруг оси и вокруг Солнца. Эта концепция подробно аргументируется, а «мнение древних» более или менее убедительно опровергается. Коперник упоминает как своих союзников только античных философов Филолая и Никетаса.
С гелиоцентрических позиций Коперник без труда объясняет возвратное движение планет. Далее приводится тот же материал, что и у Птолемея, лишь немного уточнённый: сферическая тригонометрия, звёздный каталог, теория движения Солнца и Луны, оценка их размеров и расстояния до них, теория прецессии и затмений.
В книге III, посвящённой годовому движению Земли, Коперник делает эпохальное открытие: объясняет «предварение равноденствий» смещением направления земной оси. В книгах V и VI, посвящённых движению планет, благодаря гелиоцентрическому подходу стало возможно оценить средние расстояния планет от Солнца, и Коперник приводит эти данные, довольно близкие к современным значениям.
Система мира Коперника, с современной точки зрения, ещё недостаточно радикальна. Все орбиты круговые, движение по ним равномерное, так что эпициклы пришлось сохранить — правда, вместо 80 их стало 34. Механизм вращения планет сохранён прежним — вращение сфер, к которым прикреплены планеты. Но тогда ось Земли в ходе годичного вращения должна поворачиваться, описывая конус; чтобы объяснить смену времён года, Копернику пришлось ввести третье (обратное) вращение Земли вокруг оси, перпендикулярной эклиптике, которое использовал также для объяснения прецессии. На границу мира Коперник поместил сферу неподвижных звёзд.
Строго говоря, модель Коперника даже не была гелиоцентрической, так как Солнце он расположил не в центре планетных сфер.
Птолемеевское смещение центра орбиты (эквант) Коперник, естественно, исключил, и это стало шагом назад — первоначально более точные, чем птолемеевы, таблицы Коперника вскоре существенно разошлись с наблюдениями, что немало озадачило и охладило её восторженных поклонников. И всё же в целом модель мира Коперника была колоссальным шагом вперёд.
Католическая церковь вначале отнеслась к возрождению «пифагорейства» благодушно, отдельные её столпы даже покровительствовали Копернику. Папа Климент VII, озабоченный уточнением календаря, поручил кардиналу Вигманштадту прочитать высшему клиру лекцию о новой теории, которая и была со вниманием выслушана. Появились, однако, среди католиков и ярые противники гелиоцентризма. Однако уже с 1560-х годов в нескольких университетах Швейцарии и Италии начались лекции по системе Коперника. Математическая основа модели Коперника была несколько проще, чем у птолемеевой, и этим сразу воспользовались в практических целях: были выпущены уточнённые астрономические («Прусские») таблицы (1551, Э. Рейнгольд).
Из других событий бурного XVI века отметим, что 5 октября 1582 года была проведена давно запланированная календарная реформа (5 октября стало 15-м). Новый календарь был назван григорианским в честь папы Григория XIII, но настоящим автором проекта был итальянский астроном и врач Луиджи Лиллио.

### Изобретение телескопа. Галилей
Великий итальянский учёный Галилео Галилей систему Коперника принял с энтузиазмом, причём сразу отверг фиктивное «третье движение», показав на опыте, что ось движущегося волчка сохраняет своё направление сама собой. Для доказательства правоты Коперника он использовал телескоп.
Шлифованные стеклянные линзы были известны ещё вавилонянам; наиболее древняя из найденных при раскопках линз относится к VII веку до н. э. В 1608 году в Голландии была изобретена зрительная труба; узнав об этом летом 1609 года, Галилей самостоятельно построил значительно усовершенствованный её вариант, создав первый в мире телескоп-рефрактор. Увеличение телескопа сначала было трёхкратным, позднее Галилей довёл его до 32-кратного.
Результаты своих исследований Галилей изложил в серии статей «Звёздный вестник» (1610), вызвав среди учёных настоящий шквал оптических наблюдений за небом. Оказалось, что Млечный Путь состоит из скоплений отдельных звёзд, что на Луне есть горы (высотой до 7 км, что близко к истине) и впадины, на Солнце есть пятна, а у Юпитера — спутники (термин «спутник» ввёл позже Кеплер). Особенно важным было открытие, что Венера имеет фазы; в системе Птолемея Венера как «нижняя» планета была всегда ближе к Земле, чем Солнце, и «полновенерие» было невозможно.
Галилей отметил, что диаметр звёзд, в отличие от планет, в телескопе не увеличивается, а некоторые туманности, даже в увеличенном виде, не распадаются на звёзды; это явный признак, что расстояния до звёзд колоссальны даже по сравнению с расстояниями в Солнечной системе.
Галилей обнаружил у Сатурна выступы, которые принял за два спутника. Потом выступы исчезли (кольцо повернулось), Галилей посчитал своё наблюдение иллюзией и не возвращался более к этой теме; кольцо Сатурна открыл в 1656 году Христиан Гюйгенс.
Эллипсы Кеплера Галилей не принял, продолжая верить в круговые орбиты планет. Причиной этого, возможно, стало чрезмерное увлечение Кеплера мистической нумерологией и «мировой гармонией». Галилей признавал только позитивное знание и не уважал пифагорейство. Лично Кеплера он высоко ценил и вёл с ним оживлённую переписку, однако нигде в своих работах о нём не упоминал.
Изображение в телескопе Галилея было не очень чётким, в основном по причине хроматической аберрации. По этой и по другим причинам сообщение об открытиях Галилея вызвало у многих недоверие и даже насмешки. Галилея также, что было куда неприятнее, обвинили в ереси. Он неоднократно был вынужден ездить в Рим, лично и письменно объясняться с высшим духовенством и инквизицией.
5 марта 1616 года римская конгрегация официально запрещает гелиоцентризм, как опасную ересь:

Утверждать, что Солнце стоит неподвижно в центре мира — мнение нелепое, ложное с философской точки зрения и формально еретическое, так как оно прямо противоречит Св. Писанию.
Утверждать, что Земля не находится в центре мира, что она не остаётся неподвижной и обладает даже суточным вращением, есть мнение столь же нелепое, ложное с философской и греховное с религиозной точки зрения.
Оригинальный текст (лат.)Solem esse in centro mundi, et immobilem motu locali, est propositio absurda et falsa in philosophia; et formaliter hæretica, quia est expresse contraria Sacræ Scripturæ.

Terram non esse centrum mundi, nec immobilem, sed moveri motu etiam diurno, est item propositio absurda, falsa in philosophia, et theologice considerata ad minus erronea in fide.

Книга Коперника была включена в Индекс запрещённых книг «до её исправления».
Сначала огромный научный авторитет и покровительство знатных особ, включая кардинала Барберини (позднее ставшего папой Урбаном VIII) спасали Галилея от репрессий. Но выход в свет «Диалогов о двух главнейших системах мира» (январь-февраль 1632), хотя и разрешённый папской цензурой, вызвал ярость инквизиции и самого папы Урбана, который заподозрил, что именно его вывели в книге под именем простака Симпличио. Несмотря на демонстративно нейтральную позицию автора, доводы коперниканца Сальвиати в книге явно более убедительны, чем его противников. Мало того, в «Диалоге» содержались предположения о бесконечности Вселенной и множественности обитаемых миров.
Уже в августе того же 1632 года «Диалоги» были внесены в пресловутый «Индекс», нерадивого цензора уволили, книгу изъяли из продажи, а в октябре 69-летнего Галилея вызвали в Римскую инквизицию. Попытки тосканского герцога добиться отсрочки процесса ввиду плохого здоровья учёного и чумного карантина в Риме успеха не имели, и в феврале 1633 года Галилей вынужден был явиться в Рим.
Процесс Галилея продолжался до июня 1633 года. По приговору, Галилей был признан виновным в том, что он поддерживал и распространял ложное, еретическое и противное Св. Писанию учение. Учёного заставили публично покаяться и отречься от «ереси». Затем его направили в тюрьму, но несколько дней спустя папа Урбан разрешил отпустить Галилея под надзор инквизиции. В декабре он вернулся на родину, в деревню близ Флоренции, где и провёл остаток жизни в режиме домашнего ареста.

### Законы Кеплера
До середины XVI века астрономические наблюдения в Европе были не слишком регулярными. Первым проводить систематические наблюдения начал датский астроном Тихо Браге, используя специально для этого оборудованную обсерваторию «Ураниборг» в Дании (остров Вен). Он соорудил крупные, уникальные для Европы инструменты, благодаря которым определял положение светил с небывалой ранее точностью. К этому времени не только «Альфонсинские», но и более новые «Прусские таблицы» давали большую ошибку. Для повышения точности Браге применял как технические усовершенствования, так и специальную методику нейтрализации погрешностей наблюдения.
Браге первым измерил параллакс кометы 1577 года и показал, что это не атмосферное, как полагали ранее (даже Галилей), а космическое тело. Тем самым он разрушил представление, разделяемое даже Коперником, о существовании планетных сфер — кометы явно двигались в свободном пространстве. Длину года он измерил с точностью до 1 секунды. В движении Луны он открыл два новых неравенства — вариацию и годичное уравнение, а также колебание наклона лунной орбиты к эклиптике. Браге составил уточнённый каталог для 1000 звёзд, с точностью 1'. Но главная заслуга Тихо Браге — непрерывная (ежедневная), в течение 15—20 лет, регистрация положения Солнца, Луны и планет. Для Марса, чьё движение самое неравномерное, накопились наблюдения за 16 лет, или 8 полных оборотов Марса.
Браге был знаком с системой Коперника ещё по «Малому комментарию», однако сразу указал на её недостатки — у звёзд нет параллакса, у Венеры не наблюдается смена фаз (так как телескопа в то время ещё не было, существовала именно эта точка зрения) и др. Вместе с тем он оценил вычислительные удобства новой системы и в 1588 году предложил компромиссный вариант, близкий к «египетской модели» Гераклида: Земля неподвижна в пространстве, вращается вокруг оси, Луна и Солнце вращаются вокруг неё, а прочие планеты — вокруг Солнца. Часть астрономов поддержала такой вариант.
Проверить правильность своей модели Браге не сумел из-за недостаточного знания математики, и поэтому, переехав в Прагу по приглашению императора Рудольфа, пригласил туда (в 1600 году) молодого немецкого учёного Иоганна Кеплера. На следующий год Тихо Браге скончался, и Кеплер занял его место.
Кеплера более привлекала система Коперника — как менее искусственная, более эстетичная и соответствующая той божественной «мировой гармонии», которую он усматривал во Вселенной. Используя наблюдения марсианской орбиты, выполненные Тихо Браге, Кеплер пытался подобрать форму орбиты и закон изменения скорости Марса, наилучшим образом согласующиеся с опытными данными. Он браковал одну модель за другой, пока, наконец, эта настойчивая работа не увенчалась первым успехом — были сформулированы два закона Кеплера:
- Каждая планета описывает эллипс, в одном из фокусов которого находится Солнце[58][59].
- За равные промежутки времени прямая, соединяющая планету с Солнцем, описывает равные площади[59].

Второй закон объясняет неравномерность движения планеты: чем ближе она к Солнцу, тем быстрее движется.
Основные идеи Кеплера он изложил в труде «Новая астрономия, или физика неба» (1609), причём, осторожности ради, относил их только к Марсу. Позже в книге «Гармония мира» (1619) он распространил их на все планеты и сообщил, что открыл третий закон:
- Квадраты времён обращения планет по орбите относятся как кубы их средних расстояний от Солнца[59].

Этот закон фактически устанавливает скорость движения планет (второй закон регулирует только изменение этой скорости) и позволяет их вычислить, если известна скорость одной из планет (например, Земли) и расстояния планет до Солнца.
Кеплер издал свои астрономические таблицы, посвящённые императору Рудольфу («Рудольфинские»).
Через год после смерти Кеплера, 7 ноября 1631 года, Гассенди наблюдал предсказанное им прохождение Меркурия по диску Солнца.
Уже современники Кеплера убедились в точности открытых им законов, хотя их глубинный смысл до Ньютона оставался непонятным. Никаких серьёзных попыток реанимировать Птолемея или предложить иную систему движения больше не было.

## Другие открытия XVII века
- 1610 год — открыта туманность Ориона[62].
- 1612 год — открытие Туманности Андромеды[63].
- 1647 год — Ян Гевелий составил подробную карту Луны[64].
- 1655 год — 25 марта Христиан Гюйгенс открывает спутник Сатурна Титан[65]. А в следующем году — кольца Сатурна[65].

- 1657 год — первое изложение системы Коперника на русском языке — Епифаний Славинецкий, «Зерцало всея Вселенныя»[66]; эта книга представляла собой перевод «Введения в космографию» И. Блеу.
- 1665 год — открытие на Юпитере Красного пятна (Кассини, Гук)[67]. Измерен период обращения Юпитера (а в 1666 году — и Марса)[66] вокруг своей оси (Кассини).

- 1666 год — вместе с Парижской Академией наук основана и Парижская обсерватория[68]. Кассини становится первым директором этой обсерватории. Из его достижений на новом посту (совместно с Ж. Рише) — первое достаточно точное определение (1671—1673) параллакса Солнца (9,5") и астрономической единицы (140 млн км), открытие «щели Кассини» в кольце Сатурна (1675 год)[69].

- 1675 год — оценка скорости света (Рёмер), уточнившая представление о расстояниях до планет[70]. Основана Гринвичская обсерватория, возглавил которую Джон Флемстид[71].
- 1676 год — Эдмунд Галлей открывает «большое неравенство» Сатурна и Юпитера, а в 1693 году — вековое ускорение Луны[72]. Объяснение этим явлениям через 100 лет дал Лаплас.

В истории науки Галлей знаменит более всего своими исследованиями комет. Обработав многолетние данные, он вычислил орбиты более 20 комет и отметил, что несколько их появлений, в том числе 1682 года, относятся к одной и той же комете (названной его именем). Он назначил новый визит своей кометы на 1758 год, хотя самому Галлею не суждено было убедиться в точности своего предсказания.
- 1687 год — Исаак Ньютон формулирует закон тяготения[74] и выводит из него все 3 закона Кеплера. Другим важнейшим следствием теории Ньютона стало объяснение, почему орбиты небесных тел немного отклоняются от кеплеровского эллипса. Эти отклонения особенно заметны для Луны. Причиной является влияние других планет, а для Луны — также и Солнца. Учёт этого позволил Ньютону открыть в движении Луны новые отклонения (неравенства) — годичное, параллактическое, попятное движение узлов и др. Ньютон весьма точно вычислил величину прецессии (50" в год), выделив в ней солнечную и лунную составляющие.

Ньютон открыл причину хроматической аберрации, которую он ошибочно считал неустранимой; на самом деле, как позже выяснилось, применение нескольких линз в объективе может существенно ослабить этот эффект. Ньютон пошёл другим путём и изобрёл зеркальный телескоп-рефлектор; имея небольшие размеры, он давал значительное увеличение и отличное чёткое изображение.

## XVIII век
- 1718 год — Эдмунд Галлей обнаружил собственное движение звёзд (Сириуса, Альдебарана и Арктура)[77]. Галлей также обратил внимание на «туманные звёзды», обсуждали их возможную структуру и причины свечения[77]. Галлей составил их каталог, позже дополненный Дерхэмом; каталог включал около двух десятков туманностей.

- 1727 год — Дж. Брэдли открыл годичную аберрацию (20,25"), и факт движения Земли получил прямое опытное подтверждение[78].

Начали появляться первые космогонические гипотезы. Уильям Уистон предположил, что Земля первоначально была кометой, которая столкнулась с другой кометой, после чего Земля стала вращаться вокруг оси, и на ней появилась жизнь; книга Уистона «Новая теория Земли…» (англ. A New Theory of the Earth) получила одобрительные отзывы Исаака Ньютона и Джона Локка. Великий Жорж Бюффон тоже привлёк комету, но в его модели (1749 год) комета упала на Солнце и вышибла оттуда струю вещества, из которого и образовались планеты. Хотя возмущённая церковь заставила Бюффона письменно отречься от этой гипотезы, его трактат вызвал большой интерес и даже в 1778 году был переиздан. Катастрофические гипотезы появлялись и позднее (Фай, Чемберлин и Мультон, Джинс и Джеффрис).
Интересные мысли содержались в книге Руджера Бошковича «Теория натуральной философии, приведённая к единому закону сил, существующих в природе» (1758 год) — структурная бесконечность Вселенной, динамический атомизм, возможность сжатия или расширения Вселенной без изменения физических процессов в ней, существование взаимопроникающих, но взаимно ненаблюдаемых миров и др.
- 1755 год — философ Иммануил Кант публикует первую теорию естественной космогонической эволюции (без катастроф). Звезды и планеты, по гипотезе Канта, образуются из скоплений диффузной материи: в центре, где материи больше, возникает звезда, а на окраинах — планеты[83][84]. Математическую основу гипотезы позже разработал Лаплас.

Английский астроном-самоучка Томас Райт первым предположил, что Вселенная состоит из отдельных «звёздных островов». Эти острова, согласно модели Райта, вращаются вокруг некоего «божественного центра» (он, впрочем, допускал, что центров может быть более одного). Райт, а также Сведенборг и позже Кант рассматривали туманности как удалённые звёздные системы.
- 1757 год — первое определение масс планет, не имеющих спутников (А. Клеро)[66]. Дж. Долланд создаёт первый ахроматический (трёхлинзовый) объектив, опровергнув скептицизм Ньютона в этом отношении[85].
- 1766 год — Иоганн Тициус открывает необъяснимый до сих пор закон планетных расстояний; закон получил широкую известность после работ Иоганна Боде (1772 год)[86].
- 1771 год — экспедиция Питера Симона Палласа обнаруживает в Сибири «Палласово железо»[87][88].

- 1784 год — Дж. Гудрайк предположил, что переменный блеск Алголя вызывается затмениями от другой компоненты этой двойной звезды[89].

К концу XVIII века астрономы получили мощные инструменты исследования — как наблюдательные (усовершенствованные рефлекторы), так и теоретические (небесная механика, фотометрия и др.). Продолжалось развитие методов небесной механики. По мере увеличения точности наблюдений выявились отклонения движения планет от кеплеровых орбит. Теория учёта возмущений для задачи многих тел была создана усилиями Эйлера, А. Клеро, Лагранжа, но прежде всего — Пьера Симона Лапласа, исследовавшего самые сложные случаи, включая наиболее неясную задачу — устойчивость системы. После работ Лапласа отпали последние сомнения в том, что законов Ньютона достаточно для описания всех небесных движений. Помимо прочего, Лаплас разработал первую полную теорию движения спутников Юпитера с учётом взаимовлияния и возмущений от Солнца. Эта проблема была очень актуальной, так как лежала в основе единственного известного тогда точного метода определения долготы на море, а составленные ранее таблицы положения этих спутников устаревали очень быстро.

### Уильям Гершель
Важную роль в развитии астрономии сыграл великий английский учёный немецкого происхождения Уильям Гершель. Он построил уникальные для того времени рефлекторы с диаметром зеркал до 1,2 м и виртуозно ими пользовался. Гершель открыл седьмую планету — Уран (1781 год) и его спутники (1787 год), вращающиеся «не в ту сторону» (1797 год), несколько спутников Сатурна, обнаружил сезонные изменения полярных шапок Марса, объяснил полосы и пятна на Юпитере как облака, измерил период вращения Сатурна и его колец (1790 год). Он открыл, что вся Солнечная система движется по направлению к созвездию Геркулеса (1783 год), при изучении спектра Солнца открыл инфракрасные лучи (1800 год), установил корреляцию солнечной активности (по числу пятен) и земных процессов — например, урожая пшеницы и цен на неё. Но главным его занятием за все тридцать лет наблюдений было исследование звёздных миров.
Он зарегистрировал свыше 2500 новых туманностей. Среди них были двойные и кратные; некоторые были соединены перемычками, что Гершель истолковал как формирование новых звёздных систем. Впрочем, тогда на это открытие не обратили внимания; взаимодействующие галактики были переоткрыты уже в XX веке.
Гершель первым систематически применял в астрономии статистические методы (введённые ранее Мичелом), и с их помощью сделал вывод, что Млечный Путь — изолированный звёздный остров, который содержит конечное число звёзд и имеет сплюснутую форму. Расстояния до туманностей он оценивал в миллионы световых лет.
В 1784 году Гершель отметил, что мир туманностей имеет крупномасштабную структуру — скопления и пояса («пласты»); сейчас самый большой пояс рассматривают как экваториальную зону Метагалактики. Разнообразие форм скоплений и туманностей он объяснил тем, что они находятся на разных ступенях развития. Некоторые туманности круглой формы, иногда со звездой внутри, он назвал планетарными и считал скоплениями диффузной материи, в которых формируется звезда и планетная система. На самом деле почти все открытые им туманности были галактиками, но по существу Гершель был прав — процесс звездообразования происходит и в наши дни.

## XIX век
XIX век стал временем бурного развития астрономической науки и небесной механики. Увеличивалось количество обсерваторий в Европе. Первые обсерватории в Южном полушарии открыли Д. Гершель и Н. Лакайль. Росли также размеры телескопов, так в 1845 году в строй вступил построенный У. Парсонсом 2-метровый рефлектор Левиафан (в XIX веке это достижение так и не было никем превзойдено); в 1861 г. В. Лассаль построил 122-см рефлектор.
В 1836 г. началось фотометрическое наблюдение звёзд, пионером которого выступил Дж. Гершель, в 1840 г. получены первые результаты наблюдений Солнца в инфракрасном диапазоне, в 1841—45 гг. усилиями У. Бонда и Дж. Бонда (США) родилась фотографическая астрономия, в 1874 г. вышел из печати первый фотографический атлас Луны.
В 1859—62 гг., Р. Бунзен и Г. Кирхгоф разработали основы спектрального анализа, произведшего подлинную революцию в наблюдательной астрономии, так как посредством этого метода удалось получить никаким иным способом недоступную в то время информацию о химическом составе небесных тел. С помощью спектрального анализа впервые удалось научно доказать сходство химического состава Солнца и планет, и таким образом получить достаточно убедительный аргумент в пользу материального единства Вселенной.
В начале XIX века стало ясно, что метеоритное вещество имеет космическое происхождение, а не атмосферное или вулканическое, как думали раньше. Были зарегистрированы и классифицированы регулярные метеорные потоки. В 1834 году, Берцелиус обнаруживает в метеорите первый неземной минерал — троилит (FeS). К концу 1830-х годов метеорная астрономия сформировалась как самостоятельная область науки о космосе.
Внимание учёных привлекают задачи поиска неизвестных планет Солнечной системы. В 1796 году создаётся отряд «небесной полиции», должный обнаружить планету, располагающуюся, согласно закону Тициуса-Боде, между Юпитером и Марсом. Гипотетической планете уже было дано имя — Фаэтон, однако вместо неё обнаружился пояс астероидов. Так, 1 января 1801 года итальянец Дж. Пиацци открыл Цереру — замечена случайно, причислена к кометам и сразу потеряна; к счастью, молодой Карл Гаусс как раз в это время разработал метод определения орбиты по трём наблюдениям, и в 1802 году Генрих Ольберс отыскал сначала Цереру, а затем открыл ещё две малые планеты между Марсом и Юпитером, Палладу в 1802 году и Весту в 1807. Четвёртый астероид — Юнона, был обнаружен Карлом Хардингом (Германия) в 1804 году. Ольберс выдвинул первую гипотезу о причинах образования пояса астероидов. До конца века их было открыто до 400. Термин «астероиды» предложил Гершель.
- 1802 год — В. Волластон (Англия) изобретает щелевой спектроскоп. В спектре Солнца обнаружены 7 тёмных линий.
- 1811 год — Доминик Араго изобретает поляриметр и с его помощью доказывает, что солнечная фотосфера — раскалённый газ. Тело же Солнца многие учёные ещё продолжали считать твёрдым и даже холодным.

- 1814—1815 — Йозеф Фраунгофер обнаруживает 576 тёмных линий в спектре Солнца. Лабораторная линия натрия совпала с тёмной солнечной. Вскоре появляется спектральный анализ.
- 1834 год — немецкий астроном Фридрих Вильгельм Бессель доказывает отсутствие атмосферы на Луне (нет рефракции у края лунного диска).
- 1837 год — основатель Пулковской обсерватории Василий Струве обнаружил годичный параллакс у звезды (0,12" у Веги); в 1838 году Бессель обнаружил и очень точно измерил параллакс у 61 Лебедя, а Т.Хендерсон — у Альфы Центавра. До конца XIX века было измерено около полусотни звёздных параллаксов.
- 1839—1840 — в астрономии начинает применяться фотография (Луи Дагер и Доминик Араго получили снимки Луны).
- 1842 год — получены первые фотографии Солнца.
- 1843 год — Г. Швабе первым открыл периодичность в изменении числа солнечных пятен и оценил период примерно в 10 лет. В 1852 году эту закономерность переоткрыл Р. Вольф, который дал более точную оценку (11 лет) и установил, что рост числа пятен вызывает геомагнитные возмущения. Связь солнечных пятен с земными процессами, подмеченная Гершелем, начинает проясняться.
- 1845 год — вступил в строй гигантский рефлектор ирландского астронома Уильяма Парсонса, графа Росса. Сразу обнаружилась ошибка Гершеля — большинство «планетарных» туманностей оказались звёздными скоплениями. В том же году было сделано выдающееся открытие — спиральная структура туманности M 51, а вскоре и у десятка других туманностей.
- 1846 год — триумфом ньютоновой механики стало открытие Нептуна, восьмой планеты Солнечной системы, открытой «на кончике пера». Честь открытия разделили кембриджский математик Джон Адамс, французский астроном Урбен Леверье и наблюдатель — берлинский астроном Иоганн Галле. Планета была обнаружена всего в 52' от указанного расчётами места. Почти немедленно Уильям Лассел открывает и спутник Нептуна — Тритон.
- 1850 год — первая фотография звезды — Веги.
- 1851—1852 — лабораторное измерение скорости света; идея Доминика Араго, исполнение — Жана Фуко и Армана Физо. Фуко демонстрирует опыт с маятником, доказывающий вращение Земли вокруг оси (маятник Фуко).
- 1857 год — точная шкала звёздных величин (Норман Погсон). С 1876 года начат выпуск фотометрических каталогов в новой шкале.
- 1858 год — первая фотография кометы.
- 1859 год — Дж. К. Максвелл обосновал метеоритное строение кольца Сатурна. Урбен Леверье открывает необъяснимое вековое смещение перигелия Меркурия. Р. Х. Кэррингтон впервые описывает вспышку на Солнце.
- 1859—1862 — Кирхгоф и Бунзен разработали мощный метод удалённого исследования химического состава внеземных объектов — спектральный анализ. Уже в 1861 году Кирхгоф публикует предварительный химический состав солнечной атмосферы.
- 1862 год — А. Г. Кларк обнаружил звезду-спутник Сириуса (Сириус-B), предсказанную ещё Бесселем.
- 1867 год — смещённые спектры звёзд в сочетании с принципом Доплера использованы Хаггинсом для определения лучевых скоростей небесных светил.
- 1868 год — Н. Локьер открыл в спектре Солнца линию, не соответствующую никакому из известных тогда химических элементов, и назвал этот новый элемент гелием. Позже гелий нашли и на Земле. Локьер обнаружил изменение спектра солнечных пятен в течение 11-летнего цикла солнечной активности, а в 1873 году высказал догадку, что в недрах Солнца происходит распад химических элементов.
- 1870 год — начало теоретической астрофизики: Джонатан Гомер Лейн вывел дифференциальное уравнение, описывающее структуру звезды в предположении, что звезда является газовым шаром, находящимся в состоянии гидростатического равновесия (уравнение Лейна-Эмдена).

- 1877 год — Асаф Холл открывает спутники Марса Фобос и Деймос, а Джованни Скиапарелли — марсианские «каналы».
- 1879 год — Дж. Х. Дарвин публикует гипотезу приливного происхождения Луны (отрыва её от Земли). С. Флеминг предлагает разделить Землю на часовые пояса. В 1884 году поясное время введено в 26 странах; одновременно принято международное соглашение о выборе гринвичского меридиана в качестве нулевого и прохождении линии смены дат.
- 1885 год — первое наблюдение вспышки новой в Туманности Андромеды (S Андромеды); позже выяснилось, что это была сверхновая.
- 1898 год — У. Г. Пикеринг открывает Фебу, спутник Сатурна, и его удивительную особенность — обратное вращение по отношению к своей планете.

## XX век
- 1902 год — Альберт Майкельсон уточняет скорость света (299 890 ± 60 км/с).
- 1908 год — у первого внеземного объекта — Солнца — обнаружено магнитное поле (Джордж Хейл).
- 1908—1916 — открытие прямо-пропорциональной зависимости между периодом и видимой звёздной величиной у цефеид в Малом Магеллановом облаке (Генриетта Ливитт, США). Руководствуясь этим открытием, Эйнар Герцшпрунг и Харлоу Шепли разработали метод определения расстояний по цефеидам.
- 1912 год — открытие космических лучей (Гесс, Кольхерстер).
- 1913 год — обнаружены необычайно большие красные смещения у спиральных туманностей (Весто Слайфер, США).
- 1914—1919 — теория пульсации цефеид Харлоу Шепли и Артура Эддингтона.
- 1916 год — открыта «летящая» звезда Барнарда (Эдвард Барнард, США).
- 1916—1918 — теория внутреннего строения звёзд Артура Эддингтона.
- 1918 год — модель Харлоу Шепли о структуре Галактики, выведенная из наблюдений; правильно определены диаметр и положение центра; неожиданно для всех выяснилось, что Солнце находится на краю Галактики.
- 1919 год — создание Международного астрономического союза.
- 1923 год — открытие 22-летнего цикла магнитной активности Солнца и перемены знака полярности пятен (Джордж Хейл, США). Установление зависимости «масса-светимость» для звёзд — Эйнар Герцшпрунг (Дания), Рессел (США), Артур Эддингтон (Англия).
- 1924—1926 — теория лучистого равновесия звёздных недр Артура Эддингтона.
- 1925—1934 — открытие углекислого газа на Венере (Адамс, Сент-Джон и Данхем, США).
- 1926—1927 — на основе анализа движения звёзд Бертиль Линдблад и Ян Оорт устанавливают вращение Галактики.

- 1927 год — Жорж Леметр публикует свою гипотезу расширения Вселенной.
- 1929 год — установлен закон Хаббла.
- 1930 год, 19 февраля открыт Плутон Клайдом Томбо, США.
- 1931 год — гипотеза Артура Милна — после взрыва новой остаётся белый карлик.
- Начало 1930-х гг. — Фриц Цвикки делает заключение о существовании во Вселенной скрытой массы.
- 1934 год — Павел Паренаго и Б. В. Кукаркин предсказывают вспышку звезды T Северной Короны; это действительно произошло в 1946 году.
- 1934 год — Вальтер Бааде и Фриц Цвикки высказывают предположение, что после взрыва сверхновой остаётся нейтронная звезда.
- 1942 год — Мейолл и Ян Оорт выясняют, что Крабовидная туманность — остаток от взрыва сверхновой 1054 года. Составлена первая радиокарта неба (Ребер).
- 1945 год — красное смещение подтверждено и в радиодиапазоне (М. Райл, Англия).
- 1950 год — гипотеза Оорта о существовании на краю Солнечной системы (100—150 тыс. а. е.) сферического слоя комет — «облака Оорта».
- 1951 год — доказана спиральная структура нашей Галактики.
- 1955—1956 — регистрация радиоизлучения Венеры, Юпитера и кометы Аренда — Роллана.
- 1957 год — запуск первого искусственного спутника Земли («Спутник-1»), начало космической эры. Появилась возможность создания космических лабораторий.
- 1958 год — открытие радиационных поясов Ван-Аллена. Николай Козырев отмечает в лунном кратере Альфонс признаки вулканической деятельности, которые однако опровергнуты с современной точки зрения.
- 1959 год — радиолокация Солнца (США). Станция Луна-2 не обнаруживает у Луны магнитного поля. Получены первые фотографии обратной стороны Луны.
- 1961 год — первый полёт человека в космос.
- 1961—1964 — радиолокация Меркурия, Венеры, Марса, Юпитера (СССР и США). Уточнены величина а. е. и период вращения Венеры вокруг Солнца, определены период осевого вращения Венеры (оказался обратным), температура и физические характеристики поверхности планет.
- 1965 год — открытие реликтового излучения. Первые фотографии поверхности Марса (Маринер-4).
- 1967 год — первое исследование атмосферы Венеры со спускаемого аппарата (Венера-4).
- 1969 год — посадка Аполлона-11 на Луне. Первый выход человека на поверхность Луны.
- 1971 год — первая мягкая посадка на Марс (Марс-3).
- 1971 год — первые фотографии поверхности Фобоса и Деймоса Маринер-9.
- 1974 год — сенсационный вывод Стивена Хокинга о возможности «испарения» чёрных дыр.
- 1975 год — первая фотопанорама поверхности Венеры (Венера-9,10).
- 1975 год — фотографии Фобоса, Деймоса и поверхности Марса (Викинг-1, Викинг-2).
- 1977 год — открытие колец Урана. Запуск Вояджера-2, передавшего неоценимую информацию о внешних планетах: Юпитер, Сатурн (1981 год), Уран, Нептун (1989 год).
- 1978 год — открытие Харона, спутника Плутона (Дж. У. Кристи, США).
- 1979 год — обнаружены кольца у Юпитера.
- 1986 год — исследование кометы Галлея АМС «Вега» и «Джотто». У Урана обнаружены 10 новых спутников.
- В 1992 году польские астрономы Александр Вольщан и Дейл Фрейл объявили об открытии первых экзопланет, вращающихся вокруг пульсара PSR 1257+12. Эти планеты были обнаружены косвенно, путем измерения изменений периода пульсара.
- В 1995 году швейцарский астроном Мишель Майор и французский астроном Дидье Кело объявили об открытии первой экзопланеты, вращающейся вокруг звезды главной последовательности, 51 Пегаса. Эта планета, 51 Пегаса b, была обнаружена с использованием метода измерения лучевых скоростей, который измеряет небольшие колебания в свете звезды, вызванные гравитационным притяжением вращающейся планеты.

## XXI век
- 2014 год — открытие Ланиакеи, сверхскопления галактик, в котором, в частности, содержатся Сверхскопление Девы (составной частью которого является Местная группа, содержащая галактику Млечный Путь с Солнечной системой)[93] и Великий аттрактор, в котором расположен центр тяжести Ланиакеи[94].
- 2016 год — открытие гравитационных волн, начало гравитационно-волновой астрономии.